# Kainatni receptor
Kainatni receptori, ili KAR, su jonotropni receptori koji se aktiviraju neurotransmiterom glutamatom. Oni su prvobitno identifikovani kao distinktni receptorski tip putem njihove selektivne aktivacije agonistom kainatom, lekom koji je bio izolovan iz crvene alge Digenea simplex. Kanainatni receptori su izučeni u manjoj meri od AMPA i NMDA receptora, i drugih jonotropnih glutamatnih receptora. Postsinaptički kainatni receptori učestvuju u ekscitatornoj neurotransmisiji. Presinaptički kainatni receptori su dugo bili implicirani u inhibitornu neurotransmisiju putem modulacije otpuštanja inhibitornog neurotransmitera GABA presinaptičkim mehanizmom.

## Struktura
Postoji pet tipova podjedinica kainatnog receptora, GluR5, GluR6, GluR7, KA1 i KA2, koji su slični sa AMPA i NMDA receptorskim podjedinicama i mogu da budu aranžirani na različite načine da formiraju tetramer, receptor sa četiri podjedinice. GluR5-7 mogu da formiraju homomere (npr. receptor koji se sastoji samo od GluR5) i heteromere (npr. receptor sačinjen od GluR5 i GluR6), međutim, KA1 i KA2 mogu da formiraju funkcionalne receptore samo u kombinaciji sa jednom od GluR5-7 podjedinica. Od 2009. su podjedinice kainatnog receptora preimenovane u saglasnositi sa njihovim genskim imenima. Stoga su GluR5-7 sad GluK1-3, a KA1 i KA2 su GluK4 i GluK5 respektivno.

## Antagonisti
- CNQX
- DNQX
- Etanol
- NS102 - Selektivan za kainatni receptor u odnosu na AMPA receptor
- Kinurenska kiselina - endogeni ligand
- Tezampanel

## Spoljašnje veze
- Kainate+Receptor на 